# North Twillingate Island
North Twillingate Island är en ö i Kanada.   Den ligger i provinsen Newfoundland och Labrador, i den östra delen av landet, 1 600 km öster om huvudstaden Ottawa. Arean är 7,0 kvadratkilometer.
Terrängen på North Twillingate Island är platt. Öns högsta punkt är 90 meter över havet. Den sträcker sig 4,9 kilometer i nord-sydlig riktning, och 3,8 kilometer i öst-västlig riktning.
Runt North Twillingate Island är det ganska tätbefolkat, med 72 invånare per kvadratkilometer.